# Glypta phantasmaria
Glypta phantasmaria là một loài tò vò trong họ Ichneumonidae.